# Idioma bezhta
El bezhta (autoglotónimo бежкьалас миц, bežƛʼalas mic, beƶⱡʼalas mic, pronunciado como [beʒt͡ɬʼɑlɑs mit͡s]), también conocido como kapucha (del nombre de un pueblo), es una lengua del grupo tsez de la familia caucásica septentrional. Lo hablan aproximadamente unas 6200 personas en el sur de Dagestan, en Rusia.
Tiene tres dialectos que se llaman bezhta, tlyadal y khocharkhotin, hablados en varios pueblos en la región. Los parentescos lingüísticos más cercanos son con el hunzib y con el khwarshi. El bezhta no se usa como lengua escrita, aunque ha habido varios intentos para desarrollar una ortografía oficial. La lengua literaria del pueblo bezhta tradicionalmente es el avar. El primer libro imprimido en lengua bezhta fue el Evangelio de Lucas.

## Fonología
El bezhta dispone de un amplio repertorio de consonantes. Se distingue de lenguas emparentadas como el tsez y el avar por su gran número de vocales (18 fonemas).

## Morfología
La estructura morfológica del bezhta es  mayoritariamente aglutinante, marcado por un gran número de casos gramaticales (lo cual incluye una cantidad considerable de locativos). La morfología verbal, por su parte, es relativamente sencilla. Es una lengua ergativa.

## Números
A diferencia del tsez, el bezhta tiene un sistema decimal (salvo la palabra "veinte"). 
|      | Alfabeto latino   | Alfabeto cirílico   |
| ---- | ----------------- | ------------------- |
| 1    | hõs               | гьонс               |
| 2    | q'ona             | къона               |
| 3    | łana              | лъана               |
| 4    | ṏq'önä            | оьнкъоьнаь          |
| 5    | łina              | лъина               |
| 6    | iłna              | илъна               |
| 7    | aƛna              | алIна               |
| 8    | beƛna             | белIна              |
| 9    | äč'ena            | аьчIена             |
| 10   | ac'ona            | ацIона              |
| 20   | qona              | хъона               |
| 100  | hõsč'it' / -č'it' | гьонсчIитI / -чIитI |
| 1000 | hazay             | гьазай              |